# Beaudéan
Beaudéan – miejscowość i gmina we Francji, w regionie Oksytania, w departamencie Pireneje Wysokie.
Według danych na rok 1990 gminę zamieszkiwało 410 osób, a gęstość zaludnienia wynosiła 25 osób/km² (wśród 3020 gmin regionu Midi-Pireneje Beaudéan plasuje się na 667. miejscu pod względem liczby ludności, natomiast pod względem powierzchni na miejscu 702.).